# Селегівське сільське поселення
Селе́гівське сільське поселення — муніципальне утворення в складі Красногорського району Удмуртії, Росія. Адміністративний центр — село Великий Селег.
Населення — 258 осіб (2015; 319 в 2012, 328 в 2010).
До складу поселення входять такі населені пункти:
| Населений пункт         | Населення, осіб (2010) | Населення, осіб (2012) |
| ----------------------- | ---------------------- | ---------------------- |
| Великий Селег, село     | 290                    | 282                    |
| Великі Чуваші, присілок | 19                     | 19                     |
| Пивовари, присілок      | 19                     | 18                     |
| Сичі, присілок          | 0                      | 0                      |